# Sent Jan (Alta Viena)
Sent Jan Ligora (en francès Saint-Jean-Ligoure) és un municipi francès situat al departament de l'Alta Viena i a la regió de la Nova Aquitània.

## Demografia
| 1962                                       | 1968 | 1975 | 1982 | 1990 | 1999 | 2007 |
| ------------------------------------------ | ---- | ---- | ---- | ---- | ---- | ---- |
| 491                                        | 572  | 448  | 481  | 436  | 419  | 412  |
| Des de 1962: població sense dobles comptes |      |      |      |      |      |      |

## Administració
| Període   | Identitat         | Partit |
| --------- | ----------------- | ------ |
| 2001-2008 | Michèle Gualde    |        |
| 2008-     | Didier Marcellaud | PS     |